# St. Josef (Lohne)

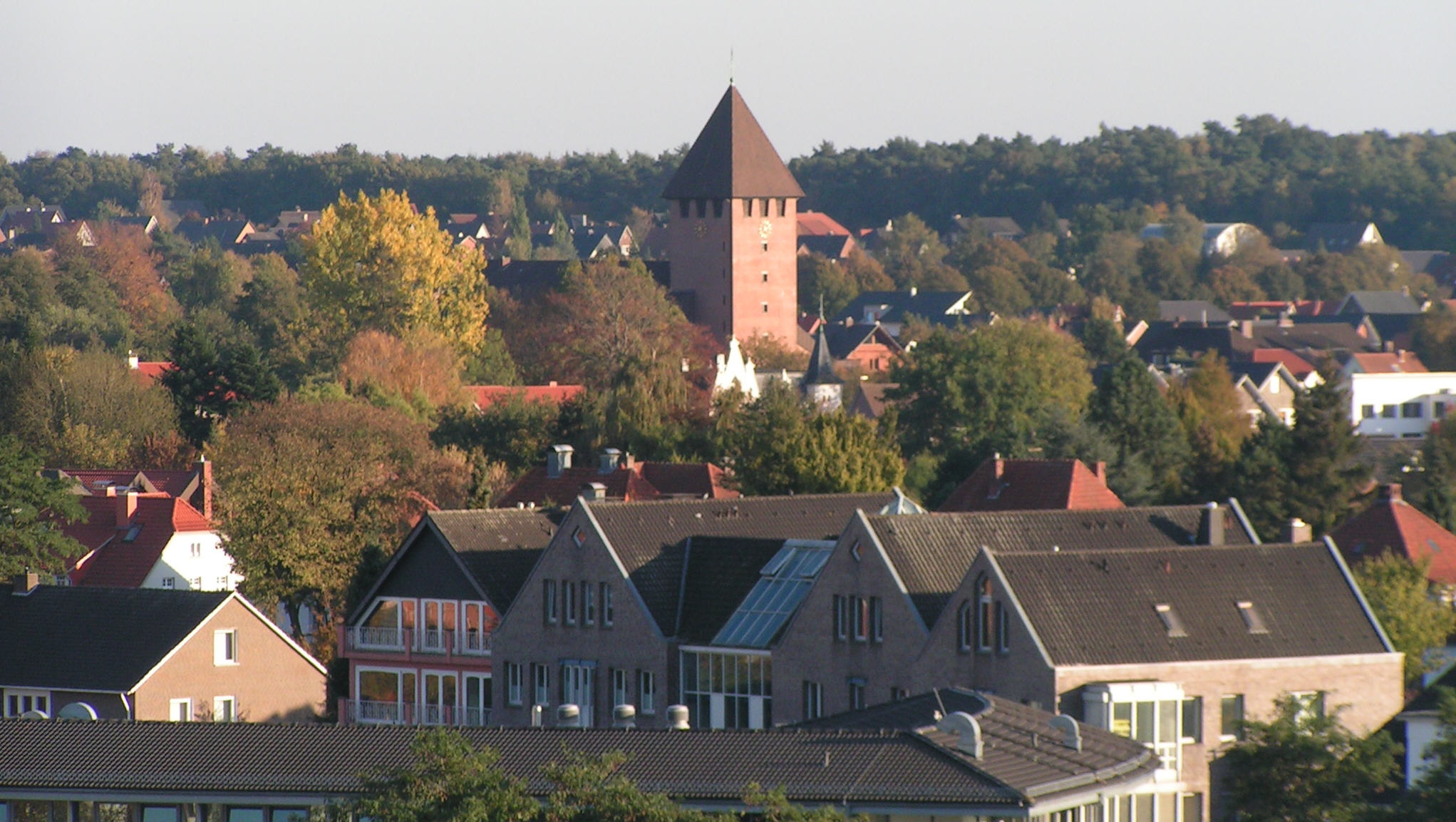
Kirche St. Josef

St. Josef ist die unter dem Patrozinium des Heiligen Josef stehende römisch-katholische Filialkirche in der niedersächsischen Stadt Lohne. Die Kirche gehört zur Pfarrei St. Gertrud im Oldenburger Münsterland und bietet ca. 600 Besuchern Platz.

## Geschichte
In den Jahren 1956 bis 1958 wurde die Kirche St. Josef errichtet. Der Backsteinbau mit Turm ist eine Saalkirche im Baustil der Moderne. Die Bevölkerung der (vor allem durch Ostflüchtlinge) stark angewachsenen Wohnsiedlung am Mühlenkamp wünschte sich in einer Umfrage, dass die neue Kirche in Lohne den Namen „St. Josef“ erhalten sollte. Der Grund war, dass der Heilige Josef, der Ehemann von Maria und der Nähr- bzw. Ziehvater von Jesus, ein Zimmermann war und die Wohnsiedlung in Lohne ebenfalls aus Handwerkern und Arbeitern bestand. Außerdem liegt die Kirche St. Josef an der Josefstraße.
Heinrich Tenhumberg, der damalige Weihbischof und spätere Bischof von Münster, weihte am 1. Mai 1959 das rund 36 Meter lange und 28 Meter breite Gotteshaus ein. Der erste Pfarrer von 1962 bis 1971 war Otto Wienken. In den Jahren 1972 bis 1990 folgte Pfarrer Heinrich Lüken. Der aktuell leitende Pfarrer ist Rudolf Büscher (Stand: März 2025).
In den ersten Jahrzehnten war St. Josef die Hauptkirche der gleichnamigen Pfarrei in Lohne. Aber am 28. November 2010 fusionierten die Pfarrgemeinden St. Josef und St. Gertrud (Lohne) sowie die Gemeinde Herz Jesu in Kroge-Ehrendorf und St. Maria Goretti in Brockdorf.  Dadurch wurde St. Josef von einer Pfarrkirche in eine Filialkirche umgewandelt.

## Glocken
Die Kirche St. Josef besitzt die folgenden fünf Bronzeglocken, die in den Jahren 1960 und 2000 von der Firma Petit & Edelbrock (in der Glockenstadt Gescher) gegossen und auf der Homepage der Kirche wie folgt beschrieben wurden:
- B‘-Glocke - 370 kg, Ø 86 cm: „Mutter Anna, ruf und verhilf zur Heiligkeit in Ehe und Familie.“
- AS‘-Glocke - 670 kg, Ø 98 cm (Angelusglocke): „Maria, Königin des Weltalls. Mahne zur Eintracht und erflehe den Frieden.“
- F‘-Glocke - 1000 kg, Ø 118 cm (Uhrschlag): „Christus, Hohepriester. Dein Ruf: Tut dies zu meinem Gedächtnis.“
- ES‘-Glocke - 1450 kg, Ø 132 cm (Totenglocke): „St. Josef, Werkmann Gottes. Rufe deine Kinder allzeit zu Gebet und Arbeit.“
- C‘-Glocke - 2340 kg, Ø 157 cm (Wandlungs- und schwere Totenglocke): „Hl. Elisabeth, rufe uns, das Geheimnis der Eucharistie ehrfürchtig zu bewahren und schenke uns ein hingebendes Herz für die Armen.“

## Orgel
Die Firma Lobback (Neuendeich) baute 1995 die zweimanualige 16-Fuß-Orgel mit 33 Registern. Zur Orgel in St. Josef gehören folgende zentrale Elemente: mechanische Tastentraktur, elektrische Registertraktur, Schleifenwindladen, Generalsetzer 128fach sowie Sequenzer vorwärts und rückwärts.